# Kaiserpfalz

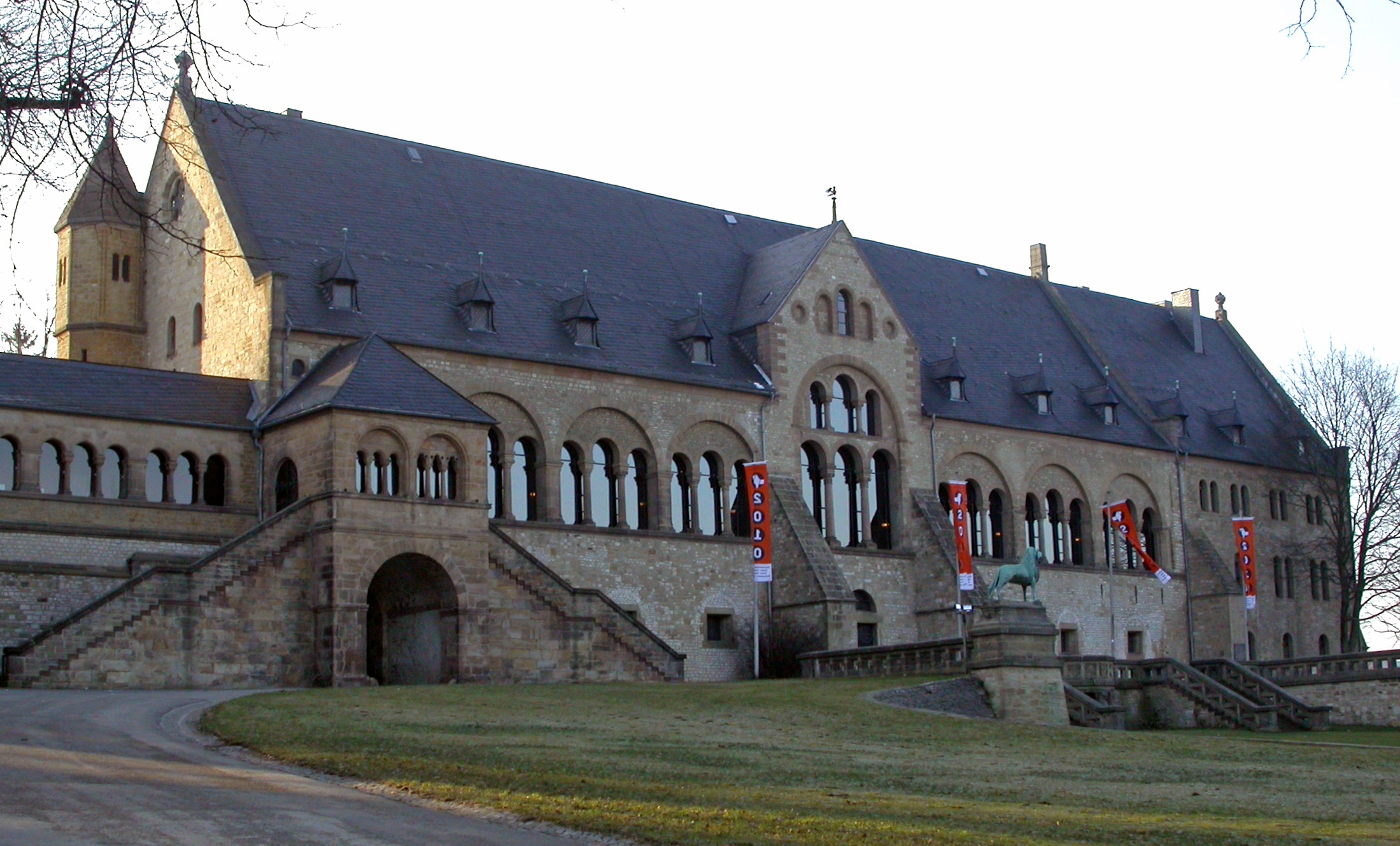
Palácio Imperial de Goslar, construído entre 1030 e 1055. Um dos poucos palácios originais, apesar de restaurados, que ainda existem.

O termo Kaiserpfalz (de, "palácio imperial") ou Königspfalz (de, "palácio real", do Alto-alemão médio phal[en]ze do alto-alemão antigo phalanza do latim medieval palatia [plural] para o Latim palatium "palácio") refere-se a uma série de castelos e palácios em todo o Sacro Império Romano que serviram como sedes secundárias temporárias de poder para o Sacro Imperador Romano na Alta e Baixa Idade Média. 
Os duques e bispos do império também possuíam palácios, que por vezes eram chamados de "pfalzen", especialmente porque eram obrigados a acomodar o imperador e a sua corte quando estavam em funções, um dever conhecido como Gastungspflicht (obrigação de acomodar).

## Origem do nome
Kaiserpfalz é uma palavra alemã que é uma combinação de Kaiser, que significa "imperador", que é derivado de "césar"; e Pfalz, que significa "palácio", e derivado do latim palatium, que significa também palácio. Da mesma forma, Königspfalz é uma combinação de König, "rei", e Pfalz, que significa "palácio real".
Como os pfalzen foram construídos e utilizados pelo rei como governante do Reino da Alemanha, o termo histórico correto é Königspfalz ou "palácio real". O termo Kaiserpfalz é uma denominação do século XIX que ignora o facto de que um rei da Alemanha não ostentava o título de Sacro Imperador Romano (concedido pelo Papa) até depois da sua coroação imperial, o que exigia expedições à Itália (Italienzug), que na maioria das vezes eram realizadas apenas anos após a sua ascensão ao trono e, em muitos casos, nem sequer eram realizadas.